# روبين هوراسيو جاليتي
روبين هوراسيو جاليتي (بالإسبانية: Rubén Horacio Galletti)‏ (18 سبتمبر 1952 في الأرجنتين - ) هو لاعب كرة قدم أرجنتيني في مركز جناح ‏. شارك مع منتخب الأرجنتين لكرة القدم. أما مع النوادي، فقد لعب مع أرجنتينوس جونيورز وإستوديانتيس دي لا بلاتا وبوكا جونيورز وتاليريس وريفر بليت وهوراكان.

## وصلات خارجية
- روبين هوراسيو جاليتي على موقع قاعدة بيانات كرة القدم.إي يو (الإنجليزية)
- روبين هوراسيو جاليتي على موقع عالم كرة القدم.نت (الإنجليزية)